# Alte Bekannte
Alte Bekannte sind eine deutsche Musikgruppe, die 2017 als Nachfolgeband aus den Wise Guys hervorging. Die Gruppe singt a cappella und bezeichnet ihren Musikstil als „A-cappella-Pop“. Ihr Repertoire umfasst hauptsächlich selbstgeschriebene deutschsprachige Songs.

## Geschichte

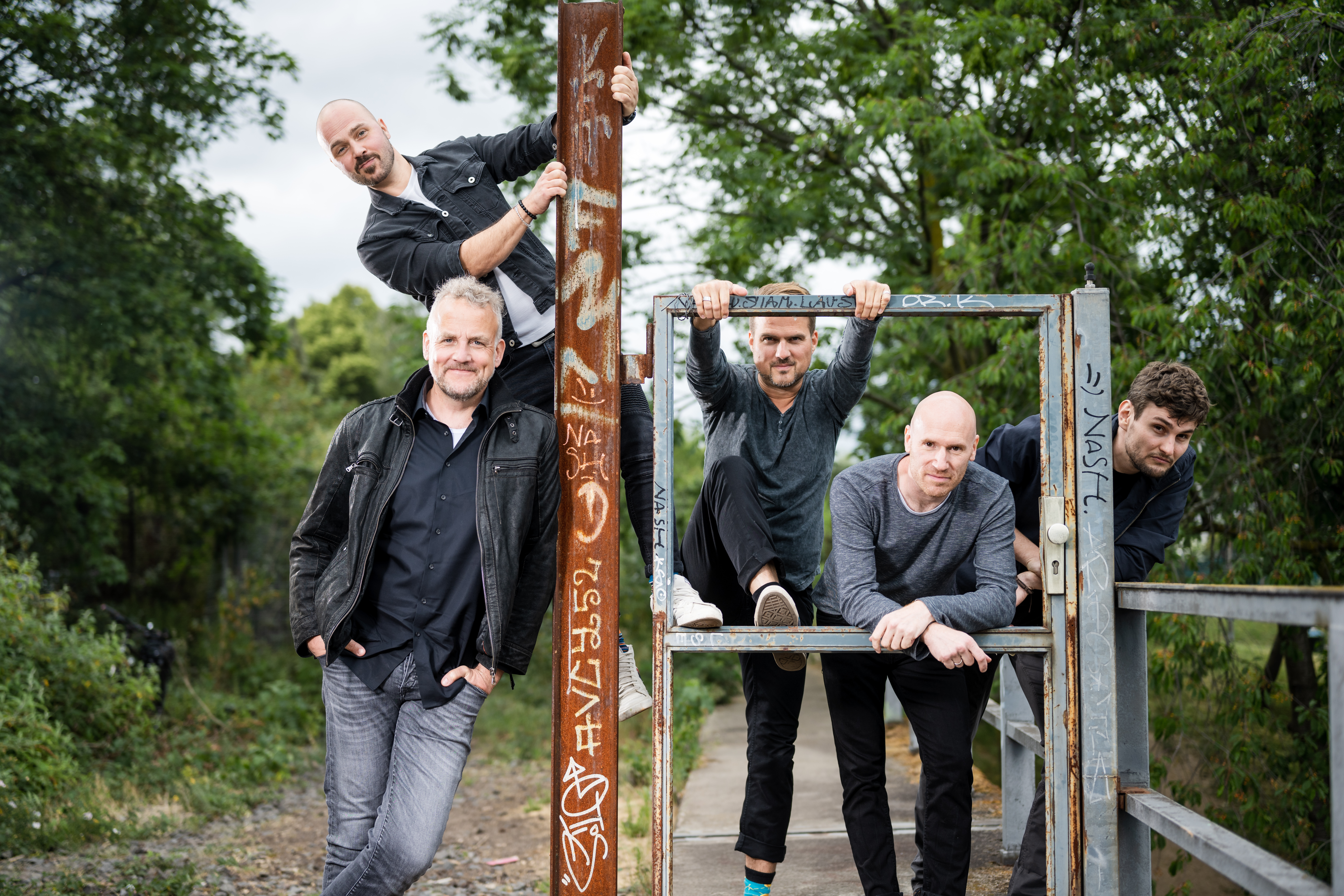
Pressefoto 2021

Als im Jahr 2015 das Ende der Wise Guys feststand, suchten sich drei Mitglieder der Band, Daniel „Dän“ Dickopf, Nils Olfert und Björn Sterzenbach, mit Ingo Wolfgarten und Clemens Schmuck zwei weitere Mitstreiter, um als fünfstimmige A-cappella-Band weitermachen zu können. Da (fast) alle miteinander alte Bekannte waren, war der neue Bandname auch zeitnah gefunden.
Ende des Jahres 2016 wurde bereits der erste Song Montagsallergie aufgenommen und als Video auf YouTube veröffentlicht. Der erste Kreativblock (gemeinsame Zeit zum Schreiben von Songs) der Band in dieser Besetzung fand im Februar 2017 statt. Währenddessen entstand der zweite Videoclip Musik von deinen alten Bekannten. Im zweiten Kreativblock im Mai 2017 begannen die weiteren Aufnahmen für die erste CD Wir sind da!, welche im Dezember desselben Jahres veröffentlicht wurde.
Am 13. Dezember 2017 fand das erste Testkonzert der Band im Bürgerhaus Bergischen Löwe in Bergisch Gladbach statt. Die zugehörige Tour zum Album umfasste im Jahr 2018 über 120 Konzerte in Deutschland, von denen etliche bereits Monate im Voraus ausverkauft waren. Das Konzertrepertoire umfasste bei dieser Tour hauptsächlich Songs des ersten Albums und einigen Songs der Wise Guys, die aus der Feder des Bandmitglieds Daniel Dickopf stammen, sowie ein paar ausgewählten Coverversionen.
Mit dem Jahr 2019 begann die Arbeit am zweiten Album Das Leben ist schön, welches am 5. Juli 2019 veröffentlicht wurde. Bereits am 26. Juni 2019 feierte der Titelsong Das Leben ist schön auf YouTube Premiere. Das zweite Musikvideo Bedingungslos wurde im Juli 2019 veröffentlicht. Die Tour zum Album startete am 18. August 2019 wieder mit einem Testkonzert in Bergisch Gladbach. Bei diesem und den weiteren Konzerten der Tour wurden Songs der beiden eigenen Alben sowie weiterhin ein paar Wise-Guys-Songs gesungen. Die Tour wurde allerdings durch die Corona-Pandemie im März 2020 deutlich früher als geplant beendet.
Während der Corona-Pandemie gab es verschiedene Veröffentlichungen und weitere Aktivitäten. Direkt zu Beginn des ersten Lockdowns im Frühjahr 2020 richteten sie ihr Augenmerk auf die Berufsgruppen, auf die die Bevölkerung während dieser herausfordernden Zeit besonders angewiesen war. Die Band widmete ihnen den auf die neue Situation angepassten ursprünglichen Wise-Guys-Song Wahre Helden. Das dazugehörige Video mit eingesandten Bildern von u. a. Pflegepersonal und Verkäufern im Einzelhandel erschien Anfang April 2020 auf YouTube. Anfang August gab die Band den Ausstieg von Gründungsmitglied Nils Olfert bekannt. Zwei Wochen später wurde Friedemann Petter als dessen Nachfolger vorgestellt. Dieser hatte es bei The Voice of Germany 2016 bis ins Halbfinale geschafft. Von 2018 bis 2020 war er Mitglied der fünfköpfigen A-cappella-Gruppe HörBänd, die sich 2020 auflöste. Ebenfalls im August 2020 erfolgte auf YouTube die Veröffentlichung der ersten Single Nicht mein Zirkus des neuen Albums Bunte Socken, welches drei Monate später, am 6. November 2020, erschien. Kurz vorher, am 1. November 2020, brachte die Band den Song Wir dürfen euch bespaßen auf den gängigen Streamingportalen und als Musikvideo raus. Dieser Song diente dazu, auf die Probleme der Kulturbranche während des Lockdowns aufmerksam zu machen. Mit dem Release des neuen Albums Anfang November wurde noch ein weiteres Musikvideo Das Leben veröffentlicht.
Am 15. Dezember 2020 gab die Band ihr erstes Streamingkonzert. Dieses Konzert war gleichzeitig das erste in der heutigen Besetzung und fand in der Klosterkirche Remscheid statt.
Es folgte im April 2021 erneut ein Streamingkonzert, diesmal aus dem Bergischen Löwen in Bergisch Gladbach. Im Anschluss an dieses Konzert wurde zum ersten Mal das neue Video zu Nicht mein Zirkus gezeigt. Um den Kontakt zu den Fans aufrechtzuerhalten, konnten während dieser beiden Streamingkonzerte via Chat Fragen gestellt werden, die dann von den Bandmitgliedern live in der Pause des Konzerts beantwortet wurden. Einen Monat später gab es ein weiteres Streamingkonzert aus derselben Location, diesmal handelte es sich aber um ein Corona-Benefizkonzert zugunsten des katholischen Hilfswerks Misereor und dessen Projekt Butterflies Straßenkinder. Der erste reguläre Live-Auftritt nach den Lockdowns fand am 1. Juli 2021 in Braunschweig statt.

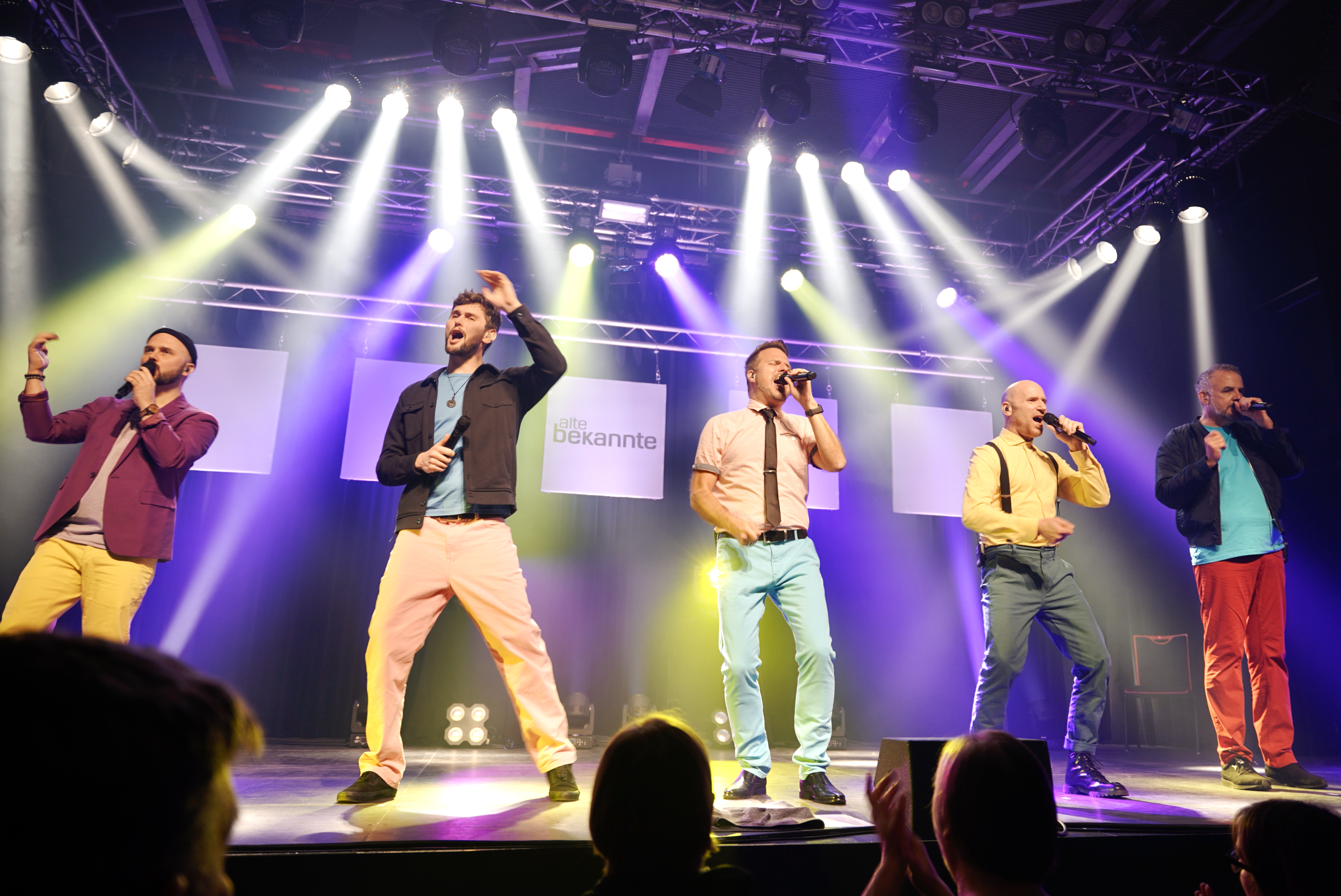
Live Aufnahme 2023

Im Sommer 2021 gab die Band ihren Wechsel zu einer neuen Konzertagentur bekannt, welche seit Juni 2024 durch eine Kooperation mit MM Konzerte unterstützt wird.
Von September 2021 an fanden bis in den Dezember hinein unter Corona-Bedingungen Konzerte der Bunte-Socken-Tour statt, die im Winter/Frühjahr 2022 erneut, aufgrund eines Schlaganfalls von Daniel Dickopf, unterbrochen werden musste. Das Konzert-Repertoire umfasste nun Songs von allen drei Studioalben, nach wie vor erweitert durch ein paar ausgewählte Wise Guys Songs und ein paar Live-Songs, die es nicht auf einem Album zu hören gibt. Das letzte Konzert 2021 fand als Hybrid-Konzert am 10. Dezember 2021 im Kirchgebäude des Klosters Braunschweig statt. Die Tour umfasste bis Ende 2022 etwa 70 Konzerte, hauptsächlich in Deutschland, mit zwei Gastspielen in Graz und Wien.
Am 11. August 2023 erschien das neue Album STABIL. Am Erscheinungstag gab die Band ein Release-Konzert im Alten Pfandhaus in Köln. Am 9. Dezember 2022 veröffentlichten sie vorab bereits mit Spazierengehen die erste Single des Albums, seit dem 1. Januar 2023 gibt es dazu ein Musikvideo auf YouTube. Mit Nimm es nicht persönlich am 14. September 2023, Eigentlich am 23. September 2023, Bleib stabil am 20. Oktober 2023 und Ich hab’n Lauf am 19. Januar 2024 wurden weitere Musikvideos zum aktuellen Album veröffentlicht. Zudem gibt es mit Lehrerkind und Wenn das die Lösung ist noch zwei Live-Aufnahmen von Songs der aktuellen Tour. Anfang 2024 entstand mit Ganz egal, wohin die Reise geht in Kooperation mit der Firma Engel Caravaning ein neuer Song, zu dem ebenfalls ein Musikvideo veröffentlicht wurde.
Im November 2023 gab es erneut ein Benefizkonzert zu Gunsten des katholischen Hilfswerks Misereor, bei dem es diesmal um die Unterstützung von geflüchteten Kindern im Libanon ging.
Von Februar 2023 bis November 2024 war die Band mit ihrem Programm Nix geht über LIVE! auf Tour. Das Programm bestand hauptsächlich aus Songs des aktuellen Albums und wurde, wie bereits die vorherigen Programme, durch ältere Songs der Band und ihrer Vorgängerband ergänzt und abgerundet. Von Ende November bis Weihnachten 2024 gab es zum ersten Mal ein Weihnachtsprogramm, welches an das aktuelle Programm angelehnt war und daher Nix geht über LIVE! - Weihnachtsedition hieß. Dabei wurden in beiden Konzerthälften jeweils im ersten Teil weihnachtliche Lieder, sowohl selbst komponierte als auch traditionelle, gesungen, während der zweite Teil aus Songs des aktuellen Programms bestand. Am 22. November 2024 erschien, passend dazu, die erste Weihnachts-CD Weihnachten kommt immer so plötzlich.
Seit Anfang des Jahres 2025 sind Alte Bekannte mit ihrem neuen Programm Mehr! – Live in Deutschland auf Tour.
Der Titelsong der Tour Mehr wurde am 14. März als Single veröffentlicht.  Mit Tassen am 11. April, Komm wir geh’n am 16. Mai und Sprachnachricht am 04. Juli wurden drei weitere Songs aus dem neuen Programm released. Zu Tassen und Komm wir geh’n gibt es zudem Musikvideos auf YouTube.

## Trivia
Auf ihrer ersten Tour bestritten Alte Bekannte zwei große Open-Air-Konzerte zur Saisoneröffnung im Kölner Tanzbrunnen und auf dem 101. Deutschen Katholikentag vor rund 15.000 Zuschauern auf dem Schlossplatz in Münster.
Auch trat die Band neben Culcha Candela als zweiter Hauptact auf dem 37. Deutschen Evangelischen Kirchentag in Dortmund auf. Das Konzert hatte rund 14.000 Zuschauer.
Im Rahmen des Katholikentages 2022 in Stuttgart waren sie Gäste von Misereor und füllten mit ihrem Konzert den Schlossplatz.
Im August 2022 gaben sie mit einigen Chören, Ensembles und Solokünstlern (u. a. Bodo Wartke) ein Benefizkonzert für „Casa Hogar“ in der Philharmonie in Köln. Das Projekt setzt sich für Frauenbildung in der kolumbianischen Krisenregion Chocó ein.
Anfang April 2023 gab es ein Doppelkonzert mit dem Psychochor Jena. Der Chor lädt regelmäßig A-cappella-Ensembles zu einem gemeinsamen Konzert ins Volkshaus Jena ein.
Ebenso wie die Vorgängerband Wise Guys unterstützt Alte Bekannte die Aktion „2 Euro helfen“ von Misereor.

## Diskografie
Alben
- 2017: Wir sind da!
- 2019: Das Leben ist schön
- 2020: Bunte Socken
- 2023: Stabil
- 2024: Weihnachten kommt immer so plötzlich